# 东单站
东单站是一个位于中国北京市东城区东华门街道与建国门街道交界东长安街、建国门内大街、东单北大街、崇文门内大街交叉口，属于北京地铁1号线和5号线的地铁换乘站。1號線車站色調為綠色，5號線車站色調為橙色。

## 位置
这个站位于东单路口，即东长安街－建国门内大街（东西向）和东单北大街－崇文门内大街（南北向）交口处。5号线车站位于十字路口地下东侧，呈南北向布置；1号线车站位于5号线车站以东，沿建国门内大街地下，呈东西向布置，两线车站呈Ｔ字型分布。

## 车站结构
两条线的车站均为地下车站，地下一层为站厅层，地下二层为站台层，都采用岛式站台设计，5号线车站在1号线王府井～东单区间上方。5号线车站总长204m，车站两端是明挖框架结构，车站中部为单拱两柱三跨暗挖隧道结构，暗挖隧道从1号线区间隧道上方跨过，间隔覆土厚度仅0.5m左右。
5号线车站分离式站厅通过设两条换乘通道与1号线车站站厅南北两侧相连接，可在1号线和5号线之间换乘。最初南换乘通道用作5号线换乘1号线，北换乘通道用作1号线换乘5号线，2021年1月30日改为双向均可换乘，南换乘通道中部更通过地面标线增设潮汐通道，工作日早7点到9点供5号线换乘1号线使用，工作日晚5点到7点供1号线换乘5号线使用。
本站至王府井站之间设有一条存车线，而本站5号线月台南端设有一条单渡线，在西南象限设有一条1号线与5号线之间的联络线。
| 地面层                           | 出入口                                | A–H出入口                        |
| 地下一层 5号线站厅层             | 5号线站厅                             | 票务服务、自动售票机、一卡通充值 |
| 地下二层 1号线站厅层 5号线站台层 | 1号线站厅                             | 票务服务、自动售票机、一卡通充值 |
| 地下二层 1号线站厅层 5号线站台层 | 5号线往天通苑北（灯市口）             |                                  |
| 地下二层 1号线站厅层 5号线站台层 | 岛式站台，左侧開门                    |                                  |
| 地下二层 1号线站厅层 5号线站台层 | 5号线往宋家庄（崇文门）               |                                  |
| 地下三层 1号线站台层             |                                       | 1号线往古城（王府井）            |
| 地下三层 1号线站台层             | 岛式站台，左侧開门                    |                                  |
| 地下三层 1号线站台层             | 1号线往环球度假区（八通线）（建国门） |                                  |

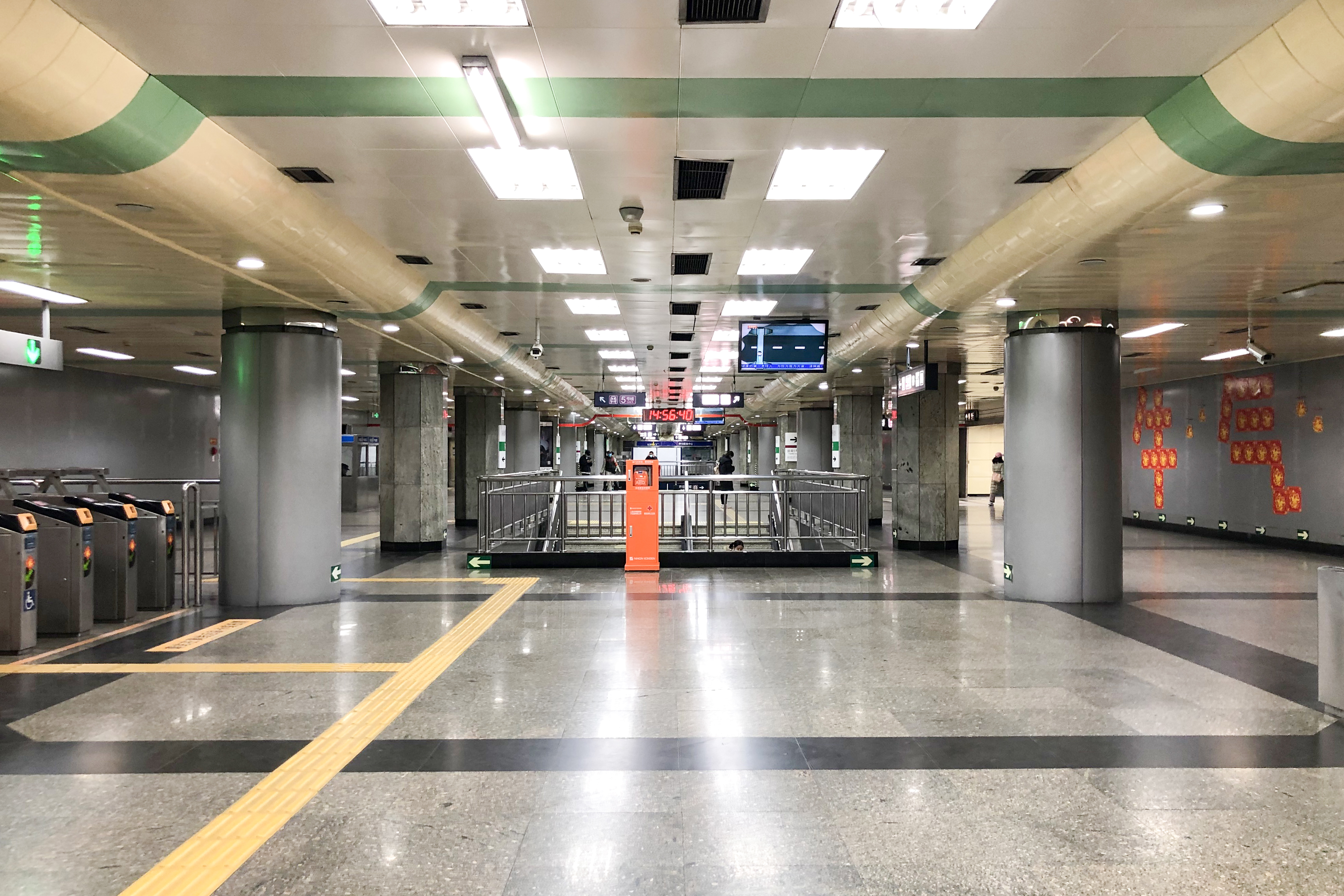
东单站1号线站厅 （2021年2月摄）
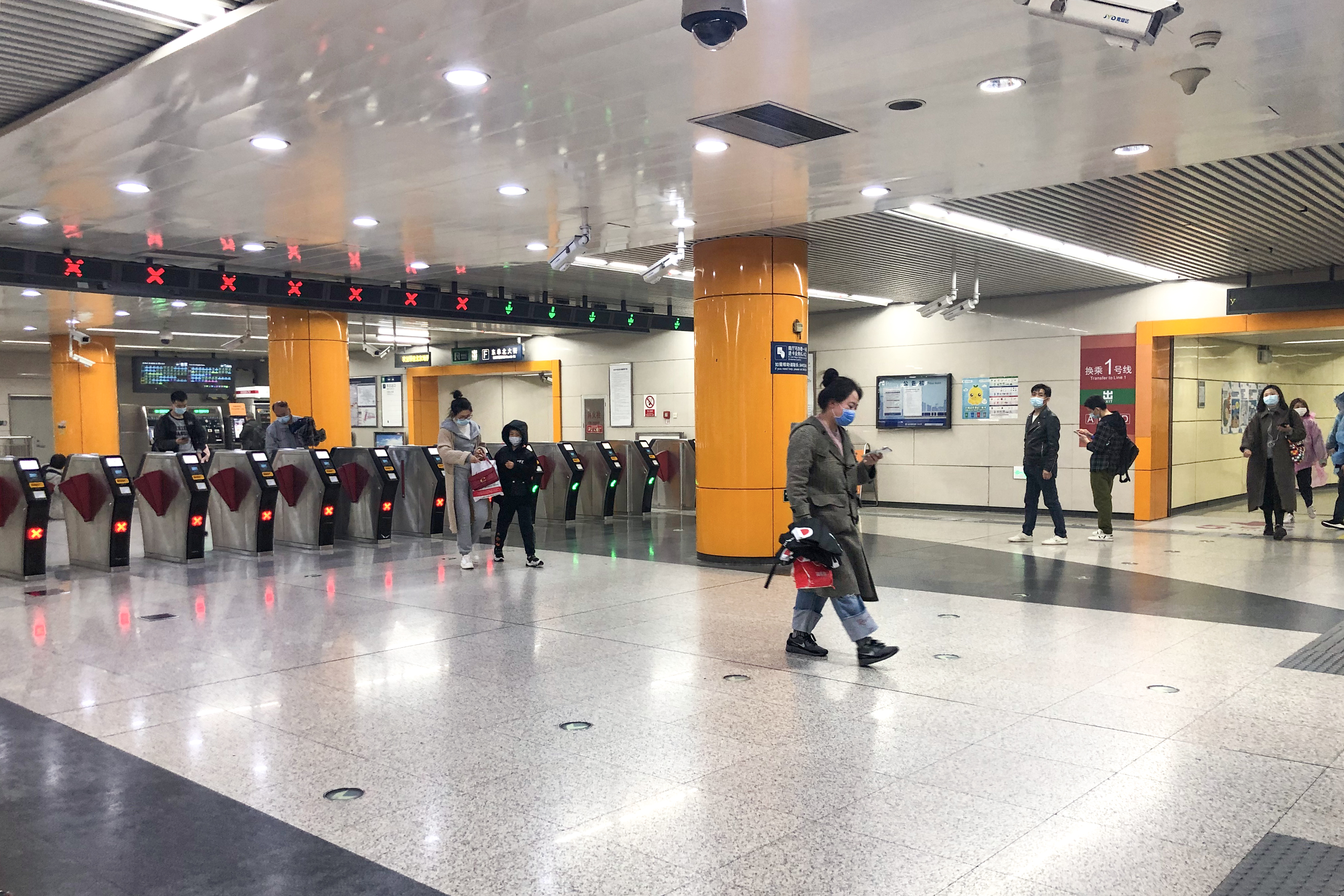
东单站5号线北站厅 （2021年3月摄）
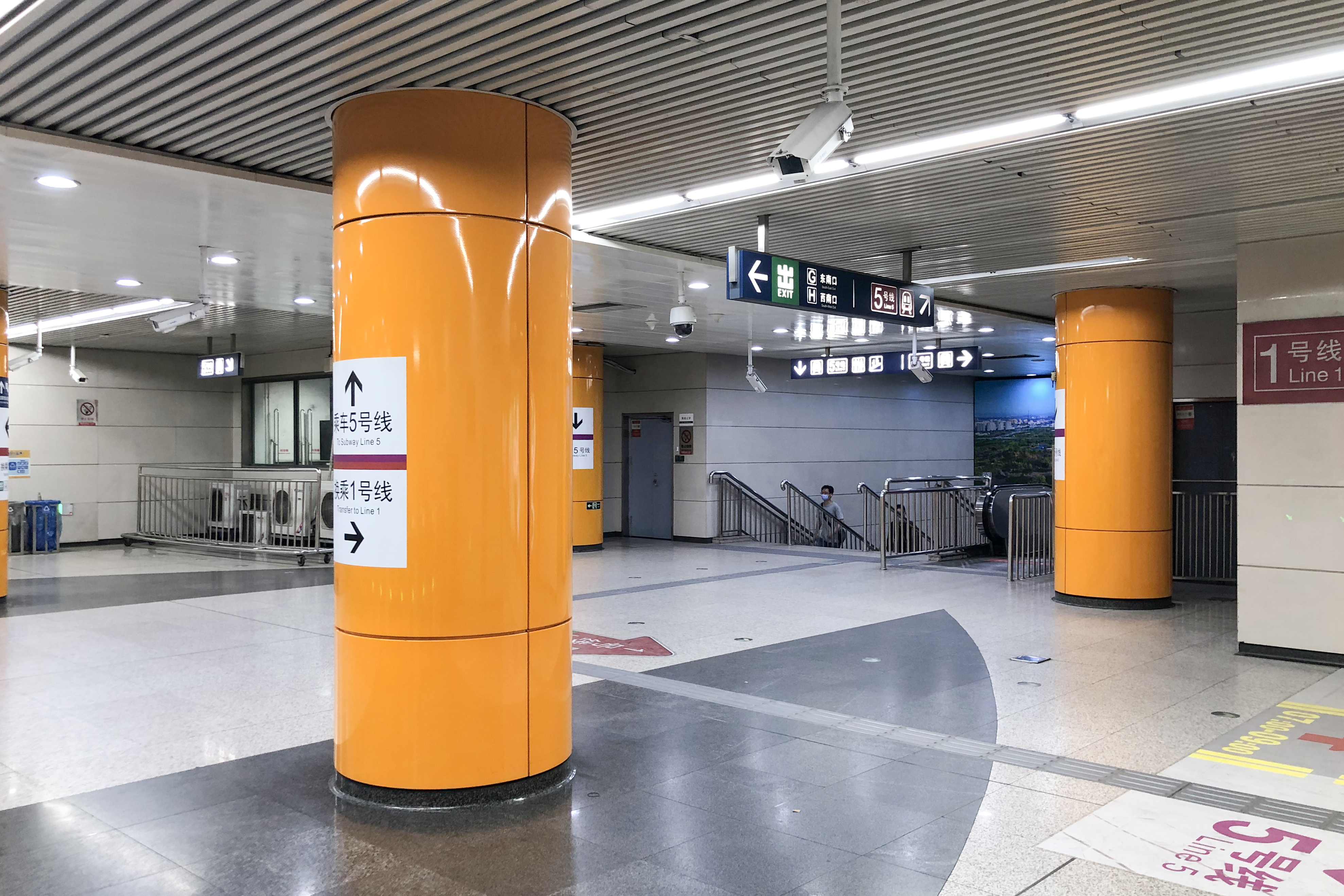
东单站5号线南站厅 （2021年6月摄）
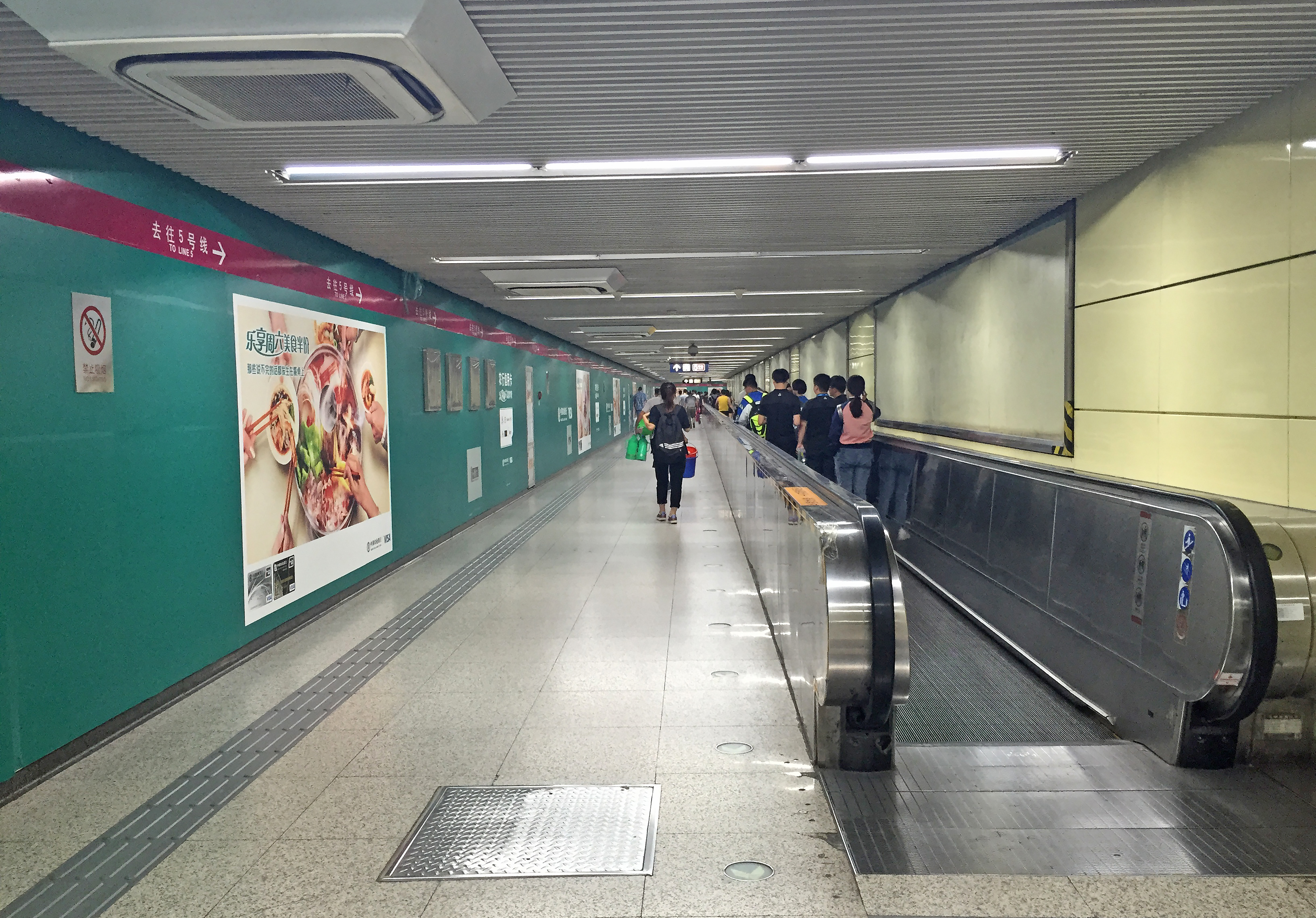
轉車通道 （2016年9月摄）
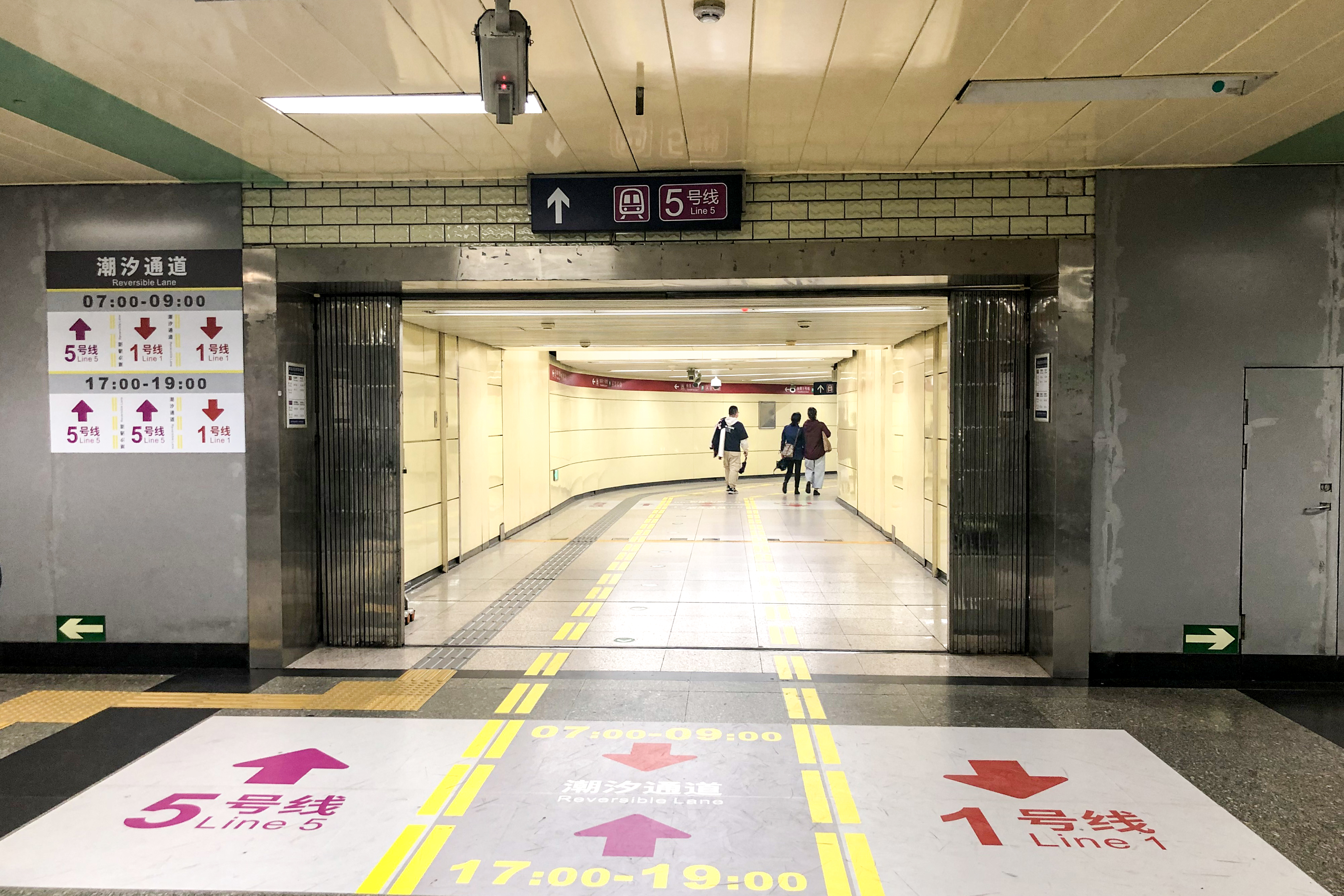
已标出潮汐通道的南换乘通道口

## 出口
东单站1号线一共有4个出口：西北（A）、东北（B）、东南（C）、西南（D），全部位于东单路口以东建国门内大街南北两侧；5号线也有4个出口：西北（E）、东北（F）、东南（G）、西南（H），位于东单路口四个角。5号线开通后，出入口并未接续既有站的编号，而是单独编号，持续近9年的出口编号歧义问题也对乘客造成了困扰，直至2016年10月才得到解决。
|                           |                      |                                                                        |      |                |
|                           |                      |                                                                        |      |                |
| 编号                      | 指示                 | 建议前往的目的地                                                       | 图片 | 无障碍设施图片 |
| 连通 1号线站厅            |                      |                                                                        |      |                |
| 出口 · A · 轮椅升降台标志 | 建国门内大街（北侧） | 中国农业银行总行、北京协和医院、东方广场                               |      |                |
| 出口 · B                  | 建国门内大街（北侧） | 中国妇女儿童博物馆、中国中纺集团公司                                   |      | 不適用         |
| 出口 · C                  | 建国门内大街（南侧） | 民生金融中心、新闻大厦、北京市邮政公司                                 |      | 不適用         |
| 出口 · D                  | 建国门内大街（南侧） | 北京市东单体育中心、东单公园                                           |      | 不適用         |
| 连通 5号线站厅            |                      |                                                                        |      |                |
| 出口 · E                  | 东长安街（北侧）     | 东方广场、北京协和医院                                                 |      | 不適用         |
| 出口 · F · 轮椅升降台标志 | 东单北大街（东侧）   | 中纺大厦、北京国际饭店、全国妇联、中国农业银行总行、中国妇女儿童博物馆 |      |                |
| 出口 · G                  | 建国门内大街（南侧） | 新闻大厦、民生金融中心                                                 |      | 不適用         |
| 出口 · H                  | 崇文门内大街（西侧） | 东单公园、东单体育中心                                                 |      | 不適用         |
| 註： 設有輪椅升降台       |                      |                                                                        |      |                |